# Albert Ehrhard

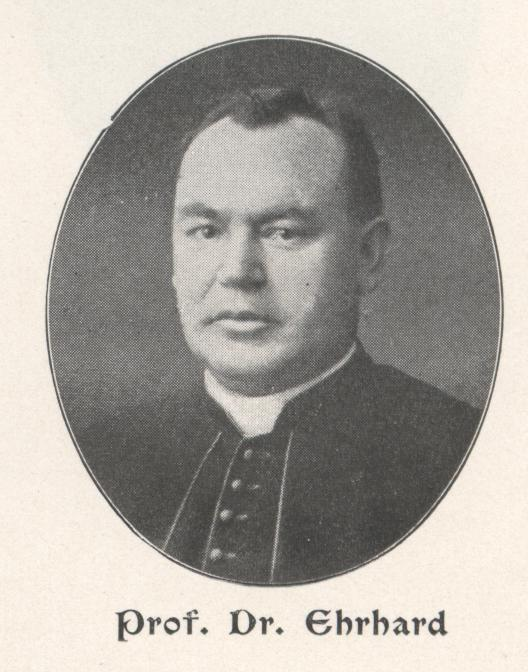
Albert Ehrhard (um 1905)

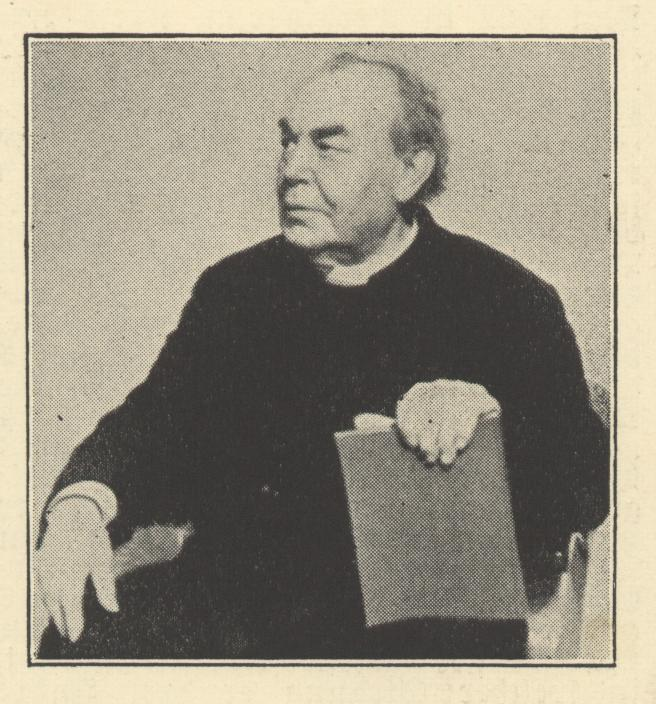
Albert Ehrhard

Albert Maria Joseph Ehrhard (* 14. März 1862 in Herbitzheim (Bas-Rhin), Unterelsass; † 23. September 1940 in Bonn) war ein katholischer Priester, Kirchenhistoriker, Patrologe und Byzantinist.

## Leben
Als Sohn eines Lehrers geboren, besuchte Ehrhard von 1878 bis 1883 das Straßburger Priesterseminar. Danach war er als Lehrer für Deutsch an einem französischen Kolleg tätig. Er studierte an Hochschulen in Straßburg, Münster, Würzburg, München, Bonn, Tübingen und Rom. 1885 wurde er zum Priester geweiht. 1888 wurde er in Tübingen zum Dr. theol. promoviert. Während seines Studiums wurde er 1885 Mitglied des Unitas in Münster. 1894 wurde er Ehrenmitglied der KDStV Markomannia Würzburg, 1899 der KÖStV Austria Wien und 1900 Ehrenmitglied der DKStV Nordgau Wien, die er mitstiftete und die 1906 in den CV eintrat.
Ehrhard wurde 1889 Professor für christliche Kunst und Philosophie am römisch-katholischen Priesterseminar in Straßburg. Als Nachfolger Kardinal Josef Hergenröthers ging er 1892 als Professor für Kirchengeschichte an die Julius-Maximilians-Universität Würzburg. 1898 wechselte er an die Katholisch-Theologische Fakultät der Universität Wien, deren Dekan er 1899 war. 1902 wurde er Nachfolger von Franz Xaver Kraus an der Albert-Ludwigs-Universität Freiburg.

### Straßburg
Schon im nächsten Jahr 1903 kehrte er in seine elsässische Heimat auf der anderen Rheinseite zurück, an die Kaiser-Wilhelms-Universität Straßburg. 1911/12 war er ihr Rektor.
1905 trat Ehrhard als Redner bei der 52. Generalversammlung der Deutschen Katholiken in Straßburg auf (Deutscher Katholikentag). In Anwesenheit der Bischöfe Adolf Fritzen, Willibrord Benzler, Franz Zorn von Bulach und Wilhelm Stang (USA) hielt er am 21. August 1905 sein vielbeachtetes Referat: Die Bedeutung des Papsttums für Religion und Kultur.
Nach dem Waffenstillstand von Compiègne (1918) wie viele deutsche Hochschullehrer aus der Dritten Französischen Republik ausgewiesen, ging Ehrhard wieder nach Deutschland. Von 1920 bis 1927 lehrte er Kirchengeschichte an der Rheinischen Friedrich-Wilhelms-Universität Bonn. Er wurde Vorsitzender eines „Wissenschaftlichen Institutes der Elsaß-Lothringer im Reich“, ELI, in Frankfurt am Main, der Universität angegliedert. Er war dessen Vorsitzender bis 1922, als er wegen der zunehmenden völkisch-nationalistischen Ausrichtung des Instituts durch Max Donnevert ausschied. 1929 wurde er emeritiert.
In Bonn starb Ehrhard mit 78 Jahren. Sein Ehrengrab befindet sich auf dem Poppelsdorfer Friedhof in Bonn.

### Streit mit Rom
Im Rahmen der Modernismuskrise hatte Ehrhard zunächst Schwierigkeiten wegen seiner Reformschrift Der Katholizismus und das zwanzigste Jahrhundert im Lichte der kirchlichen Entwicklung der Neuzeit (1901), die ihn in die Nähe des Reformkatholizismus rückte. Ehrhard hatte in der Schrift Abschied von der negativen Bewertung der Neuzeit durch die ultramontane Geschichtsschreibung nehmen wollen. Eine Indizierung des Buches durch Rom wurde knapp vermieden. In der Straßburger Zeit erkannte ihm Rom dann 1908 seinen Prälatentitel ab, weil er öffentlich Bedenken gegen den 1907 veröffentlichten Syllabus Lamentabili äußerte. Ehrhard betonte jedoch ausdrücklich, dass er kein Modernist sei, und nach der Abgabe einer Loyalitätserklärung sah man von einer Zensur (Kirchenstrafe in diversen Graduierungen, wie Suspendierung etc.) ab. Unter den Pontifikaten Benedikt XV. und Pius XI. wurde Ehrhard mehr und mehr rehabilitiert. So wurde er 1922 erneut zum Prälaten ernannt. Neben seiner Lehrtätigkeit publizierte er auch wieder Bücher, hauptsächlich über die Geschichte der frühen Kirche; sie erschienen in dem kirchlichen Verlag Bonner Buchgemeinde.
Seit seiner Wiener Tätigkeit hatte sich Ehrhard mit dem k.u.k. Apostolischen Feldvikar, Bischof Coloman Belopotoczky, angefreundet und ihm sein erstes bekannteres Buch Der Katholizismus und das zwanzigste Jahrhundert im Lichte der kirchlichen Entwicklung der Neuzeit gewidmet. Belopotoczky war einer der wenigen treuen Freunde, die auch noch zu ihm hielten, als er mit der Römischen Kurie aneinandergeraten war.
Er gab 1892 mit Eugen Möller die Straßburger theologischen Studienblätter, 1900 mit Johann Peter Kirsch die Reihe Forschung zur christlichen Literatur und Dogmatik, 1902 mit Franz Martin Schindler die Theologischen Studien der Leogesellschaft und seit 1924 die Reformierten geschichtlichen Studien und Texte heraus.
Quellen beschreiben ihn als einen hervorragenden Kenner der Patristik und Dogmengeschichte.

## Mitgliedschaften und Ehrungen
- Straßburger Wissenschaftliche Gesellschaft →  Wissenschaftliche Gesellschaft an der Johann Wolfgang Goethe-Universität Frankfurt[2]
- Bayerische Akademie der Wissenschaften
- Österreichische Akademie der Wissenschaften
- Königlich-Preußische Akademie der Wissenschaften
- Ehrendoktor der Universität Athen
- Ehrendoktor der Johann Wolfgang Goethe-Universität Frankfurt am Main
- Ehrendoktor der University of St Andrews
- 1912: Eiserner Kronenorden III. Klasse

## Werk

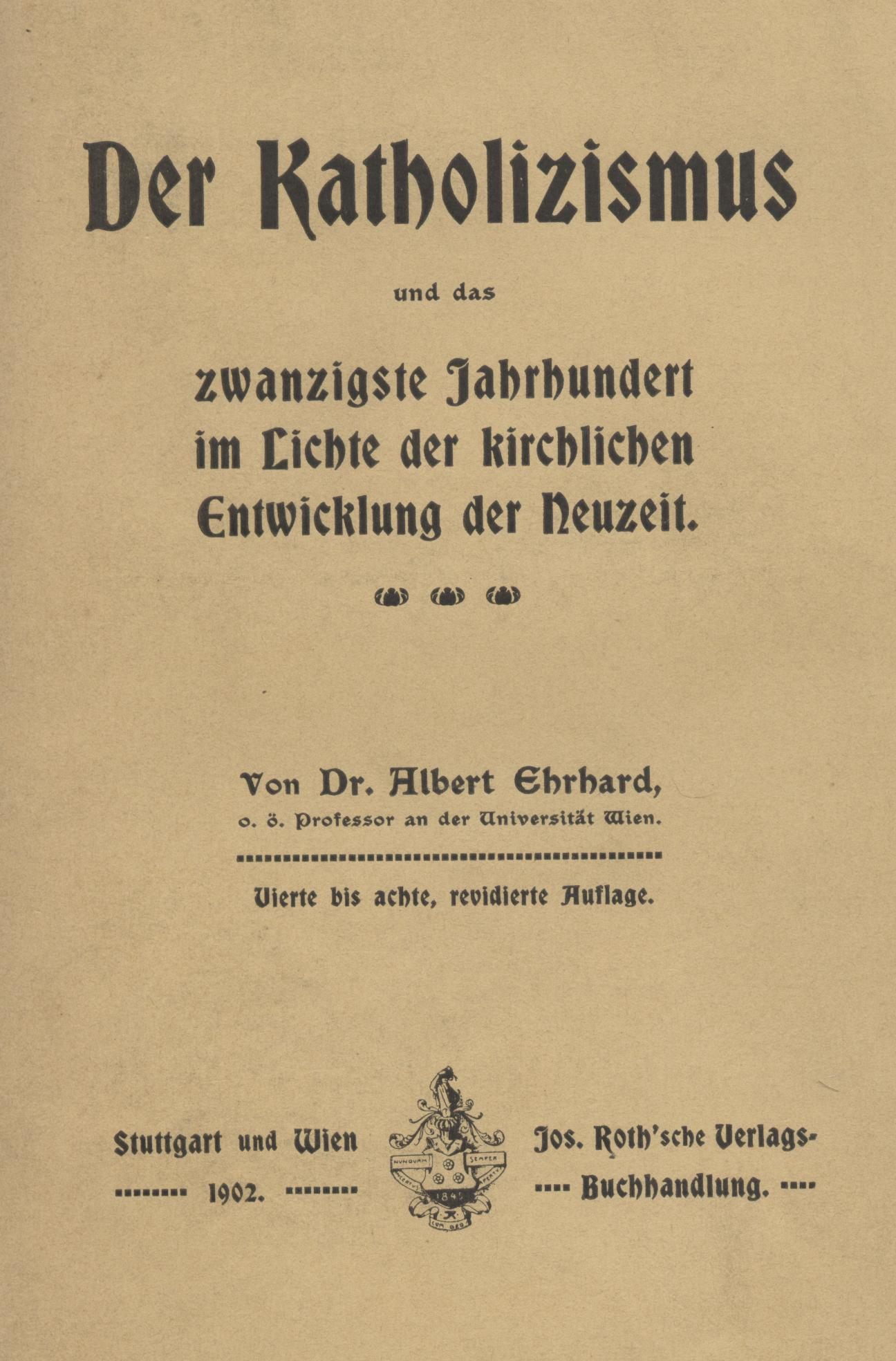
Dem Apostolischen Feldvikar Coloman Belopotoczky gewidmet

Ehrhard hatte lange den Vorsitz in der Gesellschaft für die Herausgabe des Corpus Catholicorum inne, ein bis heute existierender eingetragener Verein, der es sich zur Aufgabe gemacht hat, Werke katholischer Schriftsteller aus der Zeit der Glaubensspaltung des 16. Jahrhunderts in einer den Forderungen der Wissenschaft entsprechenden Weise unter dem Titel „Corpus Catholicorum“ herauszugeben und die Drucklegung solcher Arbeiten zu unterstützen bzw. vorzunehmen, die mit den im Corpus Catholicorum veröffentlichten Werken und mit der katholischen Reform und Gegenreformation in Zusammenhang stehen oder geeignet sind, die Kirchengeschichte jener Zeit aufzuhellen.
Der größte Teil von Ehrhards immenser wissenschaftlicher Arbeit über Jahrzehnte hin gelangte zu seinen Lebzeiten nicht an die Öffentlichkeit und er selbst ließ wenig davon verlauten. Für seine Forschungen auf dem Gebiet der griechischen Hagiographien verwertete er rund 2750 Handschriften. Adolf von Harnack bot ihm im Herbst 1897 an, die Märtyrerakten im Rahmen der griechischen Kirchenväterausgabe herauszubringen. Ehrhard wusste jedoch schon sehr früh, dass dieses ein äußerst umfangreiches Gebiet ist und dass nicht nur die griechische, sondern auch die lateinische, eventuell auch die syrische und armenische Literatur hinzuzuziehen wäre. Sein Konzept umfasste eine vollständige Aufarbeitung der Grundlagen, die er in vier Teilen leisten wollte. Teil 1 sollte die Überlieferung umfassen, Teil 2 den Bestand, Teil 3 kritische Prolegomena und Teil 4 die Texte. Alleine Teil 1 des äußerst umfangreichen Werks erschien als Überlieferung und Bestand der hagiographischen und homiletischen Literatur der griechischen Kirche, von dem vier Teilbände teilweise posthum in Texte und Untersuchungen zur Geschichte der altchristlichen Literatur erschienen sind. Es bietet einen umfassenden Überblick über die gesamten handschriftlichen Bibliotheksbestände zu diesem Thema und legte die Grundlage. Bis zu einem Abdruck der Texte kam es nicht mehr.

### Veröffentlichungen
- Hermasfragmente auf Papyrus. In: Zentralblatt für Bibliothekswesen, Bd. 9 (1892), S. 223–225 (online).
- Der alte Bestand der griechischen Patriarchalbibliothek von Jerusalem. In: Zentralblatt für Bibliothekswesen, Bd. 9 (1892), S. 441–458 (online).
- Die altchristliche Literatur und ihre Erforschung seit 1880. Freiburg 1894.
- Karl Krumbacher unter Mitwirkung von Albert Ehrhard und Heinrich Gelzer: Geschichte der byzantinischen Literatur von Justinian bis zum Ende des oströmischen Reichs (527-1453), München 1897.
- Die altchristliche Litteratur und ihre Erforschung von 1884-1900: Die vornicänische Litteratur. Freiburg 1900.
- Der Katholizismus und das zwanzigste Jahrhundert im Lichte der kirchlichen Entwicklung der Neuzeit. Wien 1901.
- Das Mittelalter und seine kirchliche Entwicklung. Mainz/München 1908.
- Die historische Theologie und ihre Methode. In: Festschrift für Sebastian Merkle. Düsseldorf 1922. 117–136.
- Die Kirche der Märtyrer. Ihre Aufgaben und ihre Leistungen. München 1932.
- Urkirche und Frühkatholizismus, Borromäus-Verein e. V., Abteilung Buchgemeinde, Bonn 1935.
- Überlieferung und Bestand der hagiographischen und homiletischen Literatur der griechischen Kirche;
  - Von den Anfängen bis zum Ende des 16. Jahrhunderts. - Teil 1, Die Überlieferung Bd. 1. In Texte und Untersuchungen zur Geschichte der altchristlichen Literatur, TU 50, 1937
  - Teil 1, Die Überlieferung Bd. 2, TU 51, 1938
  - Teil 1, Die Überlieferung Bd. 3,1, TU 52,1, 1943
  - Teil 1, Die Überlieferung Bd. 3,2, TU 52,2, 1952